# Simethis planifolia
Simethis planifolia là một loài thực vật có hoa trong họ Thích diệp thụ. Loài này được (L.) Gren. & Godr. miêu tả khoa học đầu tiên năm 1855.